# Gabriel Fernández
Gabriel Fernández Arenas (Madrid, 10 juli 1983) - alias Gabi - is een Spaans profvoetballer die doorgaans als verdedigende middenvelder speelt. Hij verruilde Atlético Madrid in juli 2018 voor Al-Sadd.

## Clubvoetbal
Gabi werd opgeleid in de jeugd van Atlético Madrid. Na te hebben gedebuteerd in het eerste elftal op 7 februari 2004, werd hij in het seizoen 2004/05 uitgeleend aan Getafe CF. In het seizoen 2005/06 begon Gabi meerdere malen in de basis van Atlético en mocht hij vaker invallen, maar een vaste basisplek kreeg hij niet. Mede door het gebrek aan speeltijd tekende Gabi in februari 2007 een vijfjarig contract bij Real Zaragoza. Daarvan diende hij vier seizoenen uit, waarna Atlético hem terug naar Madrid haalde. Ditmaal werd hij er wel basisspeler en in het seizoen 2012/13 ook aanvoerder.

## Clubstatistieken
| Seizoen    | Club              | Competitie         | Wed. | Goals |
| ---------- | ----------------- | ------------------ | ---- | ----- |
| 2003/04    | Atlético Madrid B | Segunda División B | 23   | 1     |
| 2003/04    | Atlético Madrid   | Primera División   | 6    | 0     |
| 2004/05    | → Getafe CF       | Primera División   | 32   | 1     |
| 2005/06    | Atlético Madrid   | Primera División   | 32   | 2     |
| 2006/07    | Atlético Madrid   | Primera División   | 19   | 0     |
| 2007/08    | Real Zaragoza     | Primera División   | 32   | 0     |
| 2008/09    | Real Zaragoza     | Segunda División   | 35   | 4     |
| 2009/10    | Real Zaragoza     | Primera División   | 32   | 1     |
| 2010/11    | Real Zaragoza     | Primera División   | 36   | 10    |
| 2011/12    | Atlético Madrid   | Primera División   | 31   | 2     |
| 2012/13    | Atlético Madrid   | Primera División   | 35   | 0     |
| 2013/14    | Atlético Madrid   | Primera División   | 36   | 3     |
| 2014/15    | Atlético Madrid   | Primera División   | 34   | 0     |
| 2015/16    | Atlético Madrid   | Primera División   | 35   | 1     |
| 2016/17    | Atlético Madrid   | Primera División   | 34   | 0     |
| 2017/18    | Atlético Madrid   | Primera División   | 34   | 0     |
| Bijgewerkt | 24 juni 2018      |                    |      |       |

## Erelijst
| UEFA Europa League        | 2x | 2011/12, 2017/18 |
| UEFA Super Cup            | 1x | 2012             |
| Kampioen Primera División | 1x | 2013/14          |
| Copa del Rey              | 1x | 2012/13          |
| Supercopa                 | 1x | 2014             |

| Competitie                   | Winnaar         | Winnaar         | Runner-up       | Runner-up       | Derde           | Derde           |
| Competitie                   | Aantal          | Jaren           | Aantal          | Jaren           | Aantal          | Jaren           |
| Spanje onder 20              | Spanje onder 20 | Spanje onder 20 | Spanje onder 20 | Spanje onder 20 | Spanje onder 20 | Spanje onder 20 |
| ---------------------------- | --------------- | --------------- | --------------- | --------------- | --------------- | --------------- |
| Wereldkampioenschap onder 20 |                 |                 | 1x              | 2003            |                 |                 |

1 Musso ·
2 Giménez ·
3 Azpilicueta ·
4 Gallagher ·
5 De Paul ·
6 Koke  ·
7 Griezmann ·
8 Barrios ·
9 Sørloth ·
10 Correa ·
11 Lemar ·
12 Lino ·
13 Oblak ·
14 Llorente ·
15 Lenglet ·
16 Molina ·
17 Riquelme ·
19 Álvarez ·
20 Witsel ·
21 Galán ·
22 G. Simeone ·
23 Reinildo ·
24 Le Normand ·
Coach: D. Simeone
· Assistent-coach: López
· Assistent-coach: Vivas